# Herichthys minckleyi
La mojarra de Cuatro Ciénegas es la especie Herichthys minckleyi, peces de agua dulce de la familia de los cíclidos en el orden de los perciformes.

## Morfología
Los machos pueden llegar alcanzar los 17,5 cm de longitud total máxima.

## Alimentación
Se alimenta principalmente de caracoles.

## Hábitat
Vive en zonas de clima tropical entre 23 °C-25 °C de temperatura.

## Distribución geográfica
Se encuentran en América en la vertiente atlántica, endémicos del área de protección de flora y fauna Cuatrociénegas (México).